# EAC European Automobile Clubs
Der EAC European Automobile Clubs (Abkürzung: EAC) ist ein europaweit organisierter Interessensverband mit Sitz in Brüssel. Im EAC sind  sechs europäische Automobilclubs mit insgesamt rund drei Millionen Mitgliedern organisiert. Der Verband vertritt die Anliegen europäischer Verkehrsteilnehmer gegenüber den Institutionen der Europäischen Union und der nationalen Politik. Die Verbandsarbeit umfasst die Förderung der Harmonisierung verkehrsrechtlicher Bestimmungen in EU-Mitgliedsstaaten sowie das Vorantreiben des technologischen Fortschritts mit dem Fokus auf Verkehrssicherheit und Nachhaltigkeit im Automobilbereich.
Der 2008 gegründete Verband hat seinen Hauptsitz in Brüssel und unterhält eine Geschäftsstelle in Berlin. Präsident ist seit 2021 Holger Küster.
Seit 2010 ist der EAC Mitglied und Unterzeichner der Europäischen Charta für Verkehrssicherheit.

## Geschichte
Der EAC wurde 2008 in Brüssel als Verbund von fünf Automobilclubs gegründet. Am 1. Januar 2015 wurde der slowakische Autoklub Slovenskej Republiky (AKSR) offiziell in den EAC aufgenommen. Im Juni 2017 schloss sich außerdem der Automobil- und Motorradverband der Republik Srpska (AMS RS) dem EAC an.

### Präsidenten
Mit der Gründung wurde der ehemalige Generalsekretär des Auto- und Radfahrerbunds Österreich (ARBÖ) Peter Stuppacher der erste Präsident des EAC. Von 2010 bis 2021 bekleidete Bernd Opolka das Amt des Präsidenten. Seit 2021 führt Holger Küster(ACV) den EAC als Präsident. Langjähriger Vizepräsident ist Günther Schweizer (ARBÖ). Als zweiter Vizepräsident neu gewählt wurde Ole Eilers vom Automobilclub KS e.V.
| Präsident        | Dauer der Präsidentschaft |
| ---------------- | ------------------------- |
| Peter Stuppacher | 2008–2010                 |
| Bernd Opolka     | 2010–2021                 |
| Holger Küster    | seit 2021                 |

## Mitglieder
Dem EAC gehören zurzeit sechs Automobilclubs aus vier europäischen Ländern an. Insgesamt vertreten die Mitglieder rund drei Millionen Menschen.
| Land                    | Mitglied                                           |
| ----------------------- | -------------------------------------------------- |
| Deutschland             | Automobil-Club Verkehr (ACV)                       |
| Slowakei                | Autoklub Slovenskej Republiky (AKSR)               |
| Bosnien und Herzegowina | Auto Moto Savez Republike Srpske (AMS RS)          |
| Österreich              | Auto-, Motor- und Radfahrerbund Österreichs (ARBÖ) |
| Deutschland             | Auto- und Reiseclub Deutschland (ARCD)             |
| Deutschland             | Kraftfahrer-Schutz (KS)                            |

## Thematische Schwerpunkte
Die übergeordnete Funktion des EAC ist die Interessensvertretung seiner Mitglieder gegenüber den nationalen und europäischen Institutionen. Der EAC verfolgt laut eigener Aussage vier Kernthemen in seiner Arbeit:

### Förderung der allgemeinen europäischen Verkehrsmobilität
Der EAC setzt sich dafür ein, den Herausforderungen der allgemeinen Verkehrsmobilität und des verstärkten Verkehrswachstums in Europa durch den Abbau nationaler Regelungsschranken sowie verstärkter Harmonisierung und Erarbeitung einheitlicher und verbraucherfreundlicher Regelungen zu begegnen.

### Harmonisierung europäischer Mautregelungen
Die Einführung eines einheitlichen europäischen Mautsystems ist ein weiterer Kernpunkt des EAC. So vertritt der Verbund die Annahme, dass durch einheitliche europäische Mautregelungen ein grundlegendes Mobilitätshindernis in Europa abgebaut werden kann.

### Förderung neuer Technologien zur Verbesserung der allgemeinen Verkehrssicherheit
Mit Blick auf das Ziel der Europäischen Union, die Zahl der Toten im europäischen Straßenverkehr zwischen 2010 und 2020 zu halbieren, fördert der EAC die Entwicklung und Implementation neuer telematischer Systeme, wie beispielsweise dem europäischen eCall Notrufsystem. Die Förderung des gesamteuropäischen und grenzüberschreitenden Einsatzes von automatisiertem und vernetztem Fahren, sowie im Speziellen Car2X und Car-to-Car Communication, unter der Einhaltung von einheitlichen Datenschutzstandards stellen dabei einen expliziten thematischen Schwerpunkt des EAC dar.

### Förderung nachhaltiger Mobilitäts- und Verkehrslösungen
Im Sinne einer wirtschaftlich, sozial und ökologisch ausgewogenen Verkehrsstruktur, setzt der EAC thematisch insbesondere auf den Einsatz intermodaler Verkehrskonzepte, die Förderung von effizientem Mobilitätsmanagement sowie den allgemeinen reziproken Wissensaustausch zwischen relevanten Akteuren im Mobilitäts- und Verkehrsbereich.